# Ferdinand II av León
Ferdinand II av León, född omkring 1137, död 1188, var en kung av León.
Ferdinand var son till Alfons VII av León och Kastilien, och efterträdde 1157 sin far som regent över León, Asturien och Galicien. Han besegrade 1168 Alfons I av Portugal och förde 1184 ett lyckosamt krig mot Marocko.